# Laghi dell'Islanda
L'elenco dei principali laghi islandesi, che è riprodotto a seguire, in alcuni casi reca l'indicazione della superficie o della profondità:

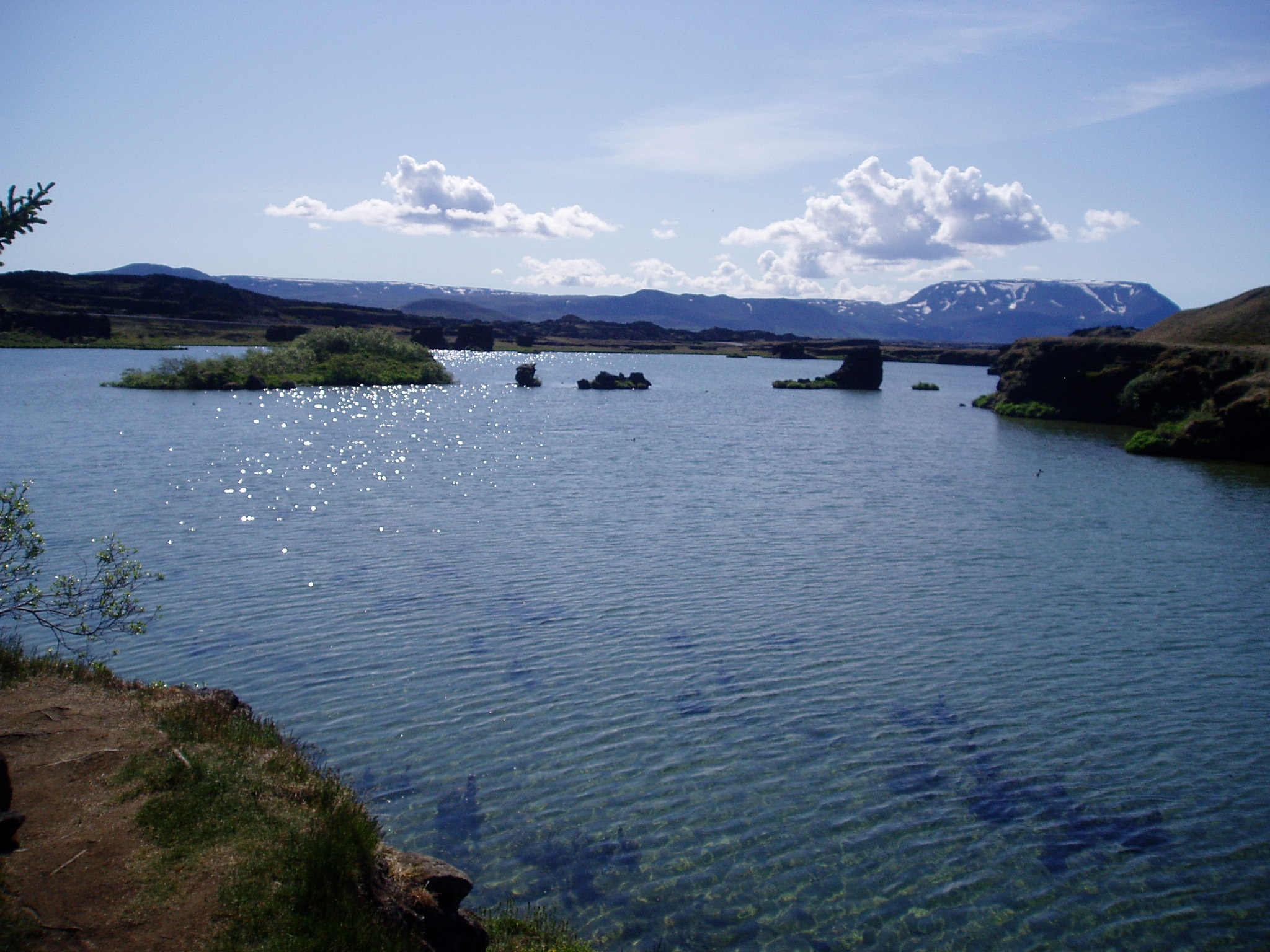
Lago Mývatn

- Þórisvatn 83-88 km², 114 m: il più grande bacino idrico dell'Islanda. È situato nelle regioni meridionali degli altopiani islandesi. La superficie del lago copre circa 88 km². La sua profondità massima è di 109 metri. Il principale fiume che l'attraversa è il Þjórsá, che scende dal ghiacciaio Hofsjökull. A sud le acque del lago vengono sfruttate per la produzione di energia elettrica.
- Þingvallavatn 82 km², 114 m.Þingvallavatn è un lago nel sud-ovest dell'Islanda. Con una superficie di 84 km² è il più grande lago di origine naturale dell'isola. La sua profondità massima è di 114 metri. Sulla riva settentrionale del lago si trova l'Alþing, il Parlamento nazionale islandese, fondato nel 930. Il lago è parte del Parco Nazionale Þingvellir. L'origine vulcanica delle isole all'interno del lago è chiaramente visibile. Le fenditure che circondano le rive del lago, la principale è l'Almannagjá, indica che qui è presente una frizione tettonica tra la placca eurasiatica e la placca nordamericana. L'unico emissario dal lago è il fiume Sog.
- Lagarfljót(Lögurinn) 53 km², 112 m
- Mývatn 37 km², 4,5 m
- Hvítárvatn 30 km², 84 m
- Hóp 29 – 44 km², a seconda della marea
- Hestvatn
- Höfðavatn
- Langisjór, 26 km², 75 m
- Kvíslavatn, 20 km²
- Sultartangalón, 19 km²
- Grænalón, 18 km²
- Kleifarvatn, 97 m
- Skorradalsvatn, 15 km²
- Sigöldulón, 14 km²
- Apavatn, 13 km²
- Svínavatn, 12 km²
- Öskjuvatn, 11 km², 220 m
- Hvalvatn, 160 m
- Grímsvötn
- Jökulsárlón
- Breiðárlón
- Fjallsárlón
- Laugarvatn
- Frostastaðavatn
- Blöndulón
- Hvítavatn
- Hreðavatn
- Ellíðavatn, 1,8 km²
- Tjörnin
- Vesturhópsvatn